# 坳上鎮
坳上鎮（おうじょうちん）は中華人民共和国湖南省懐化市靖州ミャオ族トン族自治県の鎮。

## 行政区画
- 坳上社区
- 坳上村
- 響水村
- 木洞村
- 先鋒村
- 小開村
- 大開村
- 新華村
- 東林村
- 九竜村
- 橋頭村
- 戈盈村

## 歴史
1953年、坳上郷を設立。1995年12月、坳上鎮に昇格。

## 経済

### 名物・特産品
- 金
- 亜鉛
- アルミニウム
- アンチモン

## 地理
坳上鎮は靖州ミャオ族トン族自治県北部に位置し、北は会同県と、東北は太陽坪郷と、東南及び南は渠陽鎮と、西南は三鍬郷と、西北は大堡子鎮とそれぞれ接している。
- 河川：地霊河

## 交通

### 道路
- 国道G209